# Pallacanestro Olimpia Milano 1959-1960
Questa voce raccoglie le informazioni riguardanti la Pallacanestro Olimpia Milano, sponsorizzata Simmenthal, nelle competizioni ufficiali della stagione 1959-1960.

## Verdetti stagionali
- Elette FIP 1959-1960: 1ª classificata su 12 squadre (20 partite vinte su 22([1]  Campione d'Italia (13º titolo)

## Area tecnica
- Allenatore:  Cesare Rubini

## Roster
- Gianfranco Pieri
- Sandro Riminucci
- Paolo Vittori
- Cesare Volpato
- Claudio Velluti
- Augusto Giomo
- Sandro Gamba
- Enrico Pagani [2]
- Galletti
- Ongaro